# ヘビーメタルサンダー
『ヘビーメタルサンダー』は、2005年9月1日にスクウェア・エニックスから発売されたPS2用ゲーム。ジャンルは「人生を格闘するゲーム」。多数の著名人が参加している。

## 概要
ゲーム内容はロボットをカスタムして戦う格闘ゲーム。三すくみの関係にある「ストライク」「グラップル」「ガード」の三つの指令と、必殺技にあたる「ビート」を用いたコマンド入力式のシステムを採用している。ジャンケンのルールをベースとしたシンプルなもの。
タイアップとしてバラエティ番組『ヘビメタさん』が放送されていたが、同番組はスクウェア・エニックス社の一社提供番組であったため、番組の途中に「ヘビーメタルサンダー」のCFが毎回流された。CFはゲームにも出演している小野ヤスシが赤ジャケ刑事に扮してゲームの謎を解き明かすという全10話のドラマ形式になっていた。他出演者は劇団☆新感線の右近健一や長尾奈奈が出演している。このCFは現在でもゲーム公式HPで閲覧することが可能。
プロデューサーを務めた安藤武博は本作について、自分にとっての自信作でありその経験が次の商品開発に繋がった面もあったとしつつも、商業的には失敗して莫大な赤字を出したことを明かしている。

## ストーリー
西暦2980年。世界はロボット技術の勃興が引き起こした「ヘビメタ革命」によって、大きく様変わりしていた。最新鋭無限エネルギー「笹野ドライヴ」を内蔵した全長30cmのロボットを互いに戦わせる次世代ファイティングゲーム「ロボットレスリング」略してロボレスが大流行し、世界を熱狂の渦に巻き込んでいた。
ヘビメタ振興モデル都市はがね町のはがね中学校に通う主人公、秋葉原デンキは15歳の誕生日に、失踪していた父親・秋葉原ヘイワードから10年に1度のアタリモデルである「最高機種」のロボレスロボを受け取り、同時にデンキはロボレス界最強のリーグ「タイタンファイト」に勝手にエントリーされてしまう。
1敗でもすれば生涯奴隷生活の待つオール・オア・ナッシングの戦い。デンキは「テレビに出たい」という軽い気持ちで戦いに臨むが、その先には過酷な運命が待ち受けていた。
この物語は、終わりなき戦いの「ナントカの輪」に巻き込まれ奮闘する少年の、25年間の人生録である。

## ゲームシステム
このゲームでは「ロボレス」で対戦することで物語を進める。

### 基本ルール
戦闘では「ストライク」「グラップル」「ガード」「ビート」の4つのコマンドを互いに選択する。このうちビートを除く3つは
- ストライクはグラップルを破り、ガードで防がれる
- グラップルはガードを破り、ストライクに破られる
- ガードはグラップルを防げないが、ストライクを防ぎノーダメージにする

という三すくみの優劣関係があり、この要領でターンごとにじゃんけんのように勝敗を決め、「勝った」方の攻撃のみが有効打となる。「負けた」方のコマンドは無効となり、そのターンは攻撃不可となる。なお、一定時間内にコマンドを入力できなかった場合は強制的に「負け」となる。
「引き分け」の場合は、
- 双方「ストライク」「グラップル」の場合はどちらかがランダムに攻撃（HEATゲージは上昇しない）、または両者とも攻撃失敗となる。
- 双方「ガード」の場合は攻撃無しで、互いにHEATゲージが50％減少
- 双方「ビート」ならば連打勝負

これを制限時間内で繰り返し、相手の体力ゲージを0にすれば勝利。試合は3ラウンド制（1R＝99カウント）。ただし途中経過にかかわらず、一度でも相手をKOすればその時点で勝敗が決定する。3R終了後に双方の体力ゲージが残っていた場合は、その時点でゲージ残量の多いほうを勝利とする。ラウンドの間にはインターバルの時間があり、連打で体力ゲージを回復できる「ロボット修理」と、「技セット交換」をすることができる。

### ビート技
「ビート」コマンドを選択することによって出せる必殺技。通常攻撃よりもダメージが飛躍的に高い、相手にバッドステータスを付与する、HEATゲージも上昇しないため理論上は連発可能という多くの長所を持つが、「ビート」コマンドは相手の「ストライク」「グラップル」に負けるため潰されやすく、確実に出すことができるのは相手のビート時・ガード時・オーバーヒート・時間切れのいずれかの時に限る。
ビート技が発動した場合、相手との連打勝負を行い、一定以上ゲージを溜めれば発動成功となる。ただし、相手も連打によりゲージを溜める事が出来るため、競り負けると相手にビート技を出される場合もある。なお連打勝負で発動に失敗すると無条件でオーバーヒートする。
なおビート技は各ロボごとにレベル1～4の計4つがあり、発動時のシンクロレベルによって出せる技が変化する。ただし一度ビート技を出すとシンクロレベルは1に戻る。また、レベル4のビート技だけはファイターごとに固定となっている（なお、レベル4の技には特殊効果は付与されない）。

### シンクロ
このゲームに登場するロボは感情を持っており、コマンド入力時に「相手に勝てる」コマンドを指示する機能を搭載している。ロボの薦めるコマンドは画面上でクローズアップされ、一目で分かるようになっている。
ロボの指示に従って戦うと「シンクロレベル」（レベル1～4）が1上昇（上がらないこともある）、逆に従わなければ1減少（下がらないこともある）し、ロボの能力や発動できるビート技の数に影響を及ぼす。
ロボの指示は100％的中するので、理論上は震えているコマンドを選び続ければどんな状況であれ勝てるが、選択と同時にHEATゲージも上昇するので、調整も必要である。

### HEATゲージ
ロボの指示に従い続けると、シンクロレベルの上昇と同時にHEATゲージが上がる（「ガード」「ビート」は除く）。HEATゲージが高いほど攻撃力は上昇するが、ゲージが満タンになるとロボがオーバーヒートし、1ターンの間コマンドを入力できず、相手に攻撃されるがままとなる。オーバーヒートを防ぐためには、ロボの指示から逆算して意図的にあいこに持ち込むなどし、HEATゲージを調節する必要がある。また各ラウンド毎に一本、HEATゲージを50％減少させる「クールダウンボトル」が支給され、好きなタイミングで使用することができる（オーバーヒートの瞬間に使えば、オーバーヒートを無効にすることも可能。また、使わなかったボトルは次ラウンド持ち越しとなる）。

### カスタム
ロボは全身を覆う「プロテクタ」と、骨格にあたる「ユニット」、そして通常技とビート技の組み合わせが記録された「技セット」のパーツからなる。プロテクタは攻撃を重ねることで破壊することができ、またプロテクタを着けずにユニットだけで戦闘することもできる。プロテクタによってHP・防御性能を、ユニットによって攻撃性能・放熱性能を高めることができる。なお、ストーリーモードでは相手のプロテクタを破壊して勝利するとファイトマネーにボーナスが入る。逆に自機のプロテクタが破壊されると戦闘終了後に追加で修理費を支払う羽目になる。

## ゲームモード

### ストーリーバトル
秋葉原デンキを主人公とし、タイタンファイトを戦い抜くモード。全部で8つのTRACKを、各地のカンペオンと連戦しながらクリアしてゆく。

### ストーリーノーツ
語られていない裏設定を閲覧できるモード。ストーリーバトルの進行状況に応じて少しずつ項目が開かれる。
以下のモードは、ストーリーバトルのエンディングを見ると選択できるようになる。

### ランキングバトル
ストーリーバトルの続きを遊ぶことができるモード。デスアイランド工場長の陰謀により、デンキに敗れた元カンペオンを始めとする者達が（サモンなど、タイタンファイト未参加者も選択できる）タイタンファイトに再参戦し、「ヘビーメタルサンダー」の名を受け継いだデンキを倒すべく、各地のタイタンファイター達を第31位から順番に倒して行く。
ストーリーバトルとは以下の相違点がある。
- 元カンペオン達は自身のロボを爆破されている為、最初に「黒マグロ〇〇号」（名称変更可）と呼ばれるパーツ寄せ集めロボが与えられる。敵を倒すごとにショップの品揃えが大幅に拡充され、ストーリーバトルでは購入できなかった「技セット」及びカンペオンロボのプロテクタが店に並ぶようになる。これにより、たとえばラスボスであるヘビーメタルサンダー号を完全に再現するなどの特殊なカスタマイズも可能。

### サウンドテスト
作中のBGMを聞くことができる。ただしSEX MACHINEGUNSによるテーマソングを始めとするボーカル付きの楽曲は、「ザ・サモーンズ」の物を除き収録されておらず、それらはサウンドトラックを聴くほかない。また、サウンドトラックにも未収録の曲があるため、全ての曲を自由に聴くことはできない。

## 用語
ロボレス（ロボットレスリング）
30世紀の世界で大流行のファイティングゲーム。全長30cmの半自律ロボットを、一辺1.414237564m（ひとよひとよにみなごろし）のヘキサゴンリングで戦わせるもの。
オモチャ屋の店先や学校からスタジアムまでありとあらゆる場所で行われている。
ロボット
この競技に使用されるロボットは「笹野ドライヴ」と呼ばれる一種の永久機関で動作する。ドライヴ自身が一種の「意志」を持ち、手持ちのコントローラーで簡単な指示を出すだけでほぼ自律稼働を行う。
ロボットとオーナーのシンクロを「ビート」と呼び、長年使用されてビートの高まったロボはオーナーと「同一化」し、言語を話すまでに進化する（ただし高度な感情が生まれるわけではなく、発する言葉はオーナーの真意を代弁するのみである）。
笹野ドライヴの原料は、突然変異した巨大マグロの水晶体から偶然発見された「核」と呼ばれる謎の物質であり、C・サンダース社は同種のマグロが捕れる水域に強制労働場「デスアイランド」（後述）を建造し、ドライヴの安定生産へと漕ぎ着けている。
最高機種
主人公に与えられたロボのカテゴリ。製造過程でごく稀に出来上がる「アタリモデル」であり、ずば抜けた性能を誇る。
タイタンファイト
上述ロボレスの頂点に立つ最強のリーグ。
勝ち進むと「カンペオン」の称号を与えられ、巨額のファイトマネーと名声を獲得できる。
ただし1戦でも敗北すると、その場でロボを完全に爆破した上で額に「黒星」（円形の焼印）を刻まれ、その後ヘリコプターに吊るされて「デスアイランド」（後述）へと連行、生涯の強制労働を課せられる「オール・オア・ナッシング」の戦いである。
なおロボレスにはタイタンファイト以外にも、本編に出てこない下部リーグやアマチュアリーグなどが多数存在し、取扱説明書に詳述されている。
TRACK7ラストにてC・サンダース社が滅亡したことで、デンキ曰く「なくなった」とのこと。
C・サンダース社（クレイジー-)
ヘビメタ革命時代に「ロボットによる世界征服」を目指し設立された企業。現在の社長は秋葉原ヘイワード。
30世紀末にはロサンゼルス付近に建造された「メタルゴッド・シティ」に本拠地を構え、笹野ドライヴの特許を取得してロボット生産のほとんどを掌握、世界の法律をも操るほどの超巨大組織と化している。また、「ヨコヅナ」を利用してファーストフード業界にも触手を伸ばす。
タイタンファイトを含むロボレス界全体の最大スポンサーであり、全ての黒幕である。
TRACK7のラストにて、脱獄したブラックスターズに襲撃され、ヘイワードが本社ビルを自爆させるという暴挙に及び、そのまま壊滅した。
デスアイランド
「ブラックスターズ」と呼ばれるタイタンファイト敗北者を収容する絶海の孤島で、廃棄処分されたロボットの残骸を積み重ねて建造した人工島。囚人達はここで一日22時間、島を回遊する巨大マグロを捕獲しツナに加工する過酷な強制労働を課せられる。実はツナ自体はただの副産物で、笹野ドライヴの原料であるマグロの水晶体の回収がメイン。
作られたツナは「ヨコヅナ」という名で商品化され、社の第2の財源となっている。
東京ベイテレビ
民放テレビ局の一局で、30世紀における数多くの人気番組を製作・放送する。中でも、総合バラエティ番組「重金属アワー」は視聴率100％を誇り、その1コーナーである「世界のロボレス実況中継」にてタイタンファイトの試合が放送されている。
ヘビメタ革命
30世紀以前に発生したとされる革命。詳細は不明だが、ロボットによって引き起こされた何らかの騒乱である。この革命以後世界は「ヘビメタ」を中心原理に据えて大きく様変わりすることとなる。
カオスの10年
ブラックスターズの反乱により、C・サンダース社が崩壊したあとの10年間。デンキ曰く「世界がカオスという名の混沌に陥った」。根本原理であったヘビメタが衰退し、その象徴であったタイタンファイトも消滅に追いやられる。以降はJ-POPやテクノが横行していたらしい。この時代が終わりを告げる頃、失踪していたヘイワードからの手紙によって、デンキは廃墟と化したメタルゴッド・シティでの最終決戦へと赴くこととなる。

## キャラクター

### 主要人物
秋葉原デンキ
声 - 古谷徹
主人公。15歳の誕生日に父親であるヘイワードに強引にタイタンファイトに参戦させられ、様々な運命に翻弄される。
テレビに出たいという程度の軽い気持ちでタイタンファイトの世界に足を踏み入れるが、18歳の時に師匠である山田マスタツをデスアイランド送りにしてしまった事で苦悩し始める。しかしその後、サモンの歌とバロ・渦巻の後押しを受けて再起。1年に二度のペースでタイタンファイトを勝ち進むが、25歳の時に新たな師であるカール・マルクに父こそが全ての元凶である事を知らされ、思い悩むあまり自宅の冷凍庫で凍傷を負って4年の療養生活を余儀なくされる。退院後、29歳の時にバロ・渦巻の導きでメヒコに向かい、「鼻の穴」のリーダーと対戦を通じてアミーゴになる。その後、ヘイワードの差し向けた偽ゴーと偽ヨーコに勝利するも、父との戦いを前にしてC・サンダース社は崩壊し、世界は「カオスの10年」に陥る。10年後、40歳の時に父からの挑戦状を受け取り、最終決戦に向かう。死闘の末に父に勝利し、皆の祝福の中でヨーコと結婚式を挙げるが、その最中に巨大ヘビーメタルサンダーの襲撃を受けてしまう。
好物は親父の作ったハムカツ。
なぜか寒い場所が好きで、実家の肉屋の冷凍庫に友達を呼んで遊んだりしていた。しかしTRACK6でその癖の所為で全治4年の凍傷に掛かってしまう。
重金属雷号（名前変更可）
デンキのロボットであり、本作の主人公機。男性型と女性型が選択可能で、性能差は無い。特殊能力は無いが強力なストライクが特徴。TRACK2でヘッドパーツを選択する事になり、男性型は「ハウリングウルフ」か「哀愁のミドルエイジ」、女性型は「キラーレディ」か「魅惑のハングリーラビット」から選ぶ。こちらも性能に差は無いが、アリス曰く「お前の心がヘッドパーツに反映される」との事。性別とヘッドパーツの変更は出来ない。どのヘッドパーツを選んでもムービーでは初期の姿だが、TRACK8のムービーのみ選択したヘッドパーツに準じたデザインで登場する。
秋葉原ヘイワード / Mr.雷（-イカヅチ）
声 - 大塚明夫
デンキの父親。金髪のロングヘアーが特徴。TRACK8の対戦相手。
デンキの実家である精肉店「肉のヘイワード」を営んでいたが、肉屋に嫌気が差し、肉が嫌なら魚という「コペルニクス的転回」でマグロ漁船に乗り込み失踪（失踪中、肉屋の経営がどうなっていたかは不明）。ある嵐の晩に太平洋で雷に打たれたことがきっかけで人間らしさを無くし、闘争本能だけで動くようになった。その後、初代C・サンダース社社長に見いだされてロボレスの世界に入り込み、その圧倒的な実力で頭角を現し、世界カンペオンとC・サンダース社長の座を手にする。
タイタンファイト認定世界無差別級カンペオンであり、世界最強ロボ「ヘビーメタルサンダー号」のオーナー。
当初はデンキには船乗りだと思われており、正体については隠していた。後に正体を知ったデンキに決別されるが、直接対決を前にブラックスターズの反乱によってC・サンダース社を壊滅に追い込まれる。それ以降は失踪していたが、10年後にデンキに挑戦状を送りつけ、廃墟と化したメタルゴッド・シティにて待ち受ける。苦難の10年で贅肉の落ちた姿となっており、壮年となった息子と最後の戦いを繰り広げた。敗北後は爆発するメタルゴッド・シティからデンキによって助け出され、「バカ息子よ…強くなったな」と呟いて意識を失う。エンディングではデンキとヨーコの結婚式を巨大なヘビーメタルサンダーで襲撃するが、実はただ息子の結婚を祝いに来ただけだった。
ヘビーメタルサンダー号
本作のラスボスである最強のロボット。攻撃・防御・放熱全てがほぼ最高値という高いポテンシャルを持ち、更に相手の体力を吸収する技セット「暗黒の雄叫び」を持つ。入場パフォーマンスだけで、インド洋の潜水艦からSLBMに乗って宇宙空間まで飛び出し、大気圏突入で会場に突っ込むという大仰な方法で現れるほど。しかし重金属雷号に敗れた後は何発ものSLBMを打ち込まれ、メタルゴッド・シティごと吹き飛ばされた。
目黒ヨーコ
声 - 熊田曜子
デンキの幼馴染で、中学卒業後は売れっ子モデルとなる。強い男が大好きで強ければオヤジでも好きになり、ヘイワードがMr.雷の正体だと知るとデンキの父親にも拘わらず惚れていた。TRACK6の25歳の時に肉屋の冷凍庫に籠っていたデンキにプロポーズするも「親父を倒すまでは」と断られ、そのまま彼が凍傷で倒れた事で疎遠となる。
TRACK8では40歳。最終決戦前に若い頃の自身を模した巨大ロボットでデンキの前に現れ、彼からプロポーズを受ける。既に離婚経験があるらしく、「バツイチだけどいい？」と応えた。エンディングではデンキと結婚し、初めて互いにキスを交わした。
テレビに出演している際は、声を演じる熊田自身がヨーコとして実写でも登場する。
四谷サモン
声 - 右近健一
デンキの親友。熊本県生まれ。趣味としてロボレスロボを保有しているが、プロではない。
中学卒業後、バンド「ザ・サモーンズ」でメジャーデビュー。「チャンスの神様」を始め様々な楽曲を披露し、高評価を得ている。山田をデスアイランド送りにした事で意気消沈するデンキにライブを通じて歌を送り、彼を再起させた。TRACK8では巨大ヨーコ型ロボに乗って現れるも、デンキやヨーコに比べて老けた姿になっていた。
下北沢ゴー / リーダー
声 - 劇団ひとり
デンキの親友。通称「キーちゃん」。デンキにタイタンファイトやヘビーメタルサンダーの存在を教えた男だったが、次第に「強ければ良い」タイタンファイトの価値観を疑問に思い始め、デンキと決別する。常にサッカーボールを手にしている。また、扉を開ける度に壊す癖がある。
その後新たなロボレス道を模索するため南米へと渡り、偶然にもヘイワードと出会うが、彼の傍若無人さに反感を持ったことで「自由への戦い」「楽しい戦い」を標榜し、ロボレスにメヒコスタイルのルチャリブレを導入する反タイタンファイト組織「鼻の穴」のリーダーとなる。非情なルールの下で進み、強さのみが正義であるタイタンファイトに疑問を抱き、TRACK6にてメヒコに修行に出たデンキとは対戦を通じ改めてアミーゴになった。当初はメキシコレスラーの覆面で素性を隠していたが、デンキのブラジル戦後に正体を明かす（サッカーボールを手放さないのはそのまま）。TRACK8ではヨーコ、サモンと共に現れるが、サモン同様老けていた。
エル・ソレダレヨ号
「自由の闘い」を標榜した、繰り出す技には脳天気な明るさではなく破天荒で繊細なマイナーの響きを持ち、相手のガードコマンドを封じさせる技セット「コンドル仮面の告白」を持つ。この戦いはタイタンファイトではない為、爆破は行われない。
バロ・渦巻
声 - ウォーター・ロバート
中盤から登場する、謎の詩人。デンキを煙に巻きつつ導く。
アリス
声 - ROLLY
デンキ専属のロボカスタム屋。素性不明。自称「メタル30年戦士」。自分の店では、自作のラジオ番組「ボイスオブアリス」をBGMとして流している。
デンキの行くところに常に（毎回趣向を凝らして）現れ、デンキに情報を与えたりカスタムパーツを売る。店でのメニュー画面でも、画面を項目で埋め尽くしたり自身の顔のアップを映したりと時折ネタを仕込んでくる。
TRACK1から重金属雷号と共にいきなり登場するが、C・サンダース社などとの関係は不明。
その正体は、ヘビメタさんのスタッフ、ヴィンセントの分身である。
小野ヤスシ似（おの・ヤスシ～ニ）
声 - 小野ヤスシ
総合バラエティ番組「重金属アワー」の名物司会ロボ。濃い。
名前の発音は「やすしに」ではなく、「ヤスシ～ニ」である。
タイタンファイトの実況に適したチューンがされ、毎回のロボ爆破コールも彼の仕事。
しかし最後はブラジルでのタイタンファイトにてロボ爆破に巻き込まれ（この時だけフルーツ100が爆破コールを行った）、頭部だけになって飛んで行った。それでも生存しており、10年後の最終決戦に現れるが、結局ヘビーメタルサンダーの爆破に巻き込まれて死亡した。
フルーツ100
声 - 愛川欽也
同番組の名物解説ロボ。実は元ロボレスロボだったが、怖気付いて戦わずして引退。本人曰く、18歳の頃は演劇に夢中だったらしい（演じている愛川の話）。
試合についてヤスシ似にコメントを振られるが、「どっちかが絞られちゃうんじゃないですかねー」というほぼ同じコメントしかしない。一応、解説らしくビート技の演出で顔を出す事がある。
飄々（ひょうひょう）としたキャラで、もっぱらボケ役担当だが、実は腹黒い。
TRACK7にてヤスシ似が爆破用ロボに捕まった際には平然と爆破コールを行って見殺しにし、最終話のTRACK8ではヤスシ似の遺影を振り回しながら嬉々として司会兼解説の座に収まっていた。

### タイタンファイター
宍戸飛車寿（ししど・びしゃす）
声 - 平野正人
TRACK1のデンキのタイタンファイトデビュー戦の対戦相手「ノーフューチャー号」のオーナー。デンキの住むはがね商店街認定カンペオン。風貌はパンクロッカーでシド・ヴィシャスがモデル。下に字幕が付かないと何を言っているか聞き取れないほどキツい東北系の訛りが特徴。デンキに敗北後は黒星の焼印を押される様がまざまざと放送され（会場でそれを直視したヨーコ達は戦慄していた）、デスアイランド島送りになった。エンディングでは他のタイタンファイター達と共にデンキの結婚式に出席している。
小説版では壮絶な過去を持つ事が明らかにされた。
ノーフューチャー号
殴って殴って殴りまくるタイプのストライクロボで、コマンドもストライクとビートが中心となる。相手を強制的にオーバーヒートさせる技セット「勝手にナグレバ」を持つ。しかし最期はロケット砲の一斉掃射によって、頭部を残して完全に爆破された。
関東太郎貞治（かんとう・たろう・さだはる）
声 - 平野正人
TRACK2のデンキの対戦相手「レアルマタドール号」のオーナーであり、30世紀で有名な芸術家でおかまキャラ。東京湾沿岸地区認定カンペオン。風貌はダリに似ている。「芸術は綺麗よおおお!!」と絶叫しながら登場。
身寄りの無くなった宍戸にノーフューチャー号を与え、タイタンファイターに仕立て上げた。
レアルマタドール号
「美しい」蹴り技と、驚異的な放熱性能が特徴。また、相手の防御力を下げる技セット「背徳のモーモーちゃん」を持つ。対戦前のデモンストレーションではその蹴り技で闘牛型ロボットを何頭も切り刻んでいたが、敗北後はその親類らしき闘牛ロボットの群れに襲われて爆散した。
山田マスタツ
声 - 大塚周夫
デンキがバイト（という名の修行、あるいは修行という名のバイト）をしていたちゃんこ屋「落武者」の主人にして、デンキのロボレスの師匠。「アリガトウ山田号」を駆るタイタンファイト認定全日本カンペオン。ロボの名の通り義理堅く感謝の心を忘れない武人。
後に日本カンペオンの座を賭けてデンキと戦う事になってしまい、敗北。デスアイランド送りになり、ちゃんこ屋も爆破されてしまった。しかし12年後に反乱を起こし、それが皮切りとなってC・サンダース社は崩壊に追い込まれた。TRACK8では72歳という高齢ながら、最終決戦に向かうデンキに同行する。
C・サンダース社、そしてタイタンファイトの誕生に関わっていたらしい。
アリガトウ山田号
鉄壁の防御力とバランスの取れた多彩な技を持つ。そして、相手のビート連打の速度をダウンさせ、しかも技の後一句詠んでしまうという風情のある技セット「地獄の春夏秋冬」を持つ。同じく獅子舞の頭部を持つ女子高生ロボを従えているが、最期はその女子高生ロボの放った矢の雨に貫かれ、爆散した。
ザ・ボス
声 - 飯塚昭三
TRACK4のデンキの対戦相手で、「焼売コンビナート号」を駆るアジア地区認定カンペオン。中華風の暑苦しい男。
焼売コンビナート号
卑怯でセコい小技で攻めてビート技を叩き込む戦法を得意とし、敵のグラップルを封印する技セット「炎の中華三昧」を持つ。デモンストレーションでは重厚な鎧に身を包んだ巨体だったが、本体は細身で貧相なボディ。敗北後は龍ロボットの吐く火炎で焼かれ、爆破された。
カール・マルク
声 - 銀河万丈
ドイツ修行に旅立った秋葉原デンキにスープレックスを教えた男。アマチュアロボレスの王者。山田マスタツと親交があったらしく、膨大な量の書簡を交換し合っていたという。これまでタイタンファイトに参加することを拒否していたが、デンキとローラとの対戦直後、ヘイワードによって急遽用意されたルールにより、デンキと対戦することになる。「ナイトバーン号」のオーナー。ハードゲイ風だが、結婚歴があるので真偽は不明。敗北後は寄りを戻したローラと共にデスアイランドに送られる。
ナイトバーン号
グラップル中心の実直なスタイルが特徴で、相手の攻撃力を下げる技セット「哀愁の男世界」を持つ。敗北後はドール号が甚振っていた小人ロボットのキノコ型ロケット砲の掃射を受け、ドール号と口付けを交わしながら爆散した。
ローラ・マルク
声 - 冬馬由美
TRACK5のデンキの対戦相手、「ドール号」のオーナー。欧州地区認定カンペオン。カール・マルクの元妻。見た目は人間だが、目からレーザー光線を放つ（ただのギャグ的な表現ではなく、本当に改造人間にされていたらしい）。
ドール号
そのメルヘンチックな見た目とはアンバランスなグラップル中心の過激なスタイルが特徴で、相手のシンクロレベルを1にする技セット「暴虐童話“力の限り”」を持つ。敗北後はフルーツ100に雁字搦めにされるも、ヘイワードとカールの乱入で戦闘が続行した為、一時は難を逃れる。しかし結局ナイトバーン号共々爆破された。
心斎橋レイラ
声 - 冬馬由美
公私共に秋葉原デンキを誘惑し続けた、少し年増のセクシーダイナマイト女（デンキより4歳年上）。初登場時に目黒ヨーコの親友でデンキを誘惑。デンキをして「俺の『巨乳範囲』を超えている」と言わしめた。TRACK4では唐突にデンキと関係を持ったように見せかけ、荒巻鮭と組みデンキのゴシップを写真週刊誌にリークする。TRACK7ではヨーコに変装してデンキとブラジルで対決する（この時は33歳）。
変装した際の風貌は見た目こそヨーコだが口の両端に線が入っていてロボットのようにも見える。喋り方もロボットのように棒読み。ヘイワードの差し金により「ホボ・ブラジル号」を駆り、ブラジルでデンキと対戦する事になる。バトル後は正体を明かして逃走するが、その後TRACK8で「カオスの10年」が起きた時にデンキと結婚していた事が判明し、しかし同時にその結婚から半年後に白血病で死去していたことが発覚する。
ホボ・ブラジル号
姉妹ロボの妹型で、姉とは違いパワー重視のグラップルロボであり、相手のユニットレベルを下げる技セット「灼熱カーニバルの挽歌」を持つ。最期はロボ・ブラジル号共々、サンバダンサーロボの自爆によって爆散した。この際にヤスシ似も巻き込まれている。
荒巻鮭
声 - 千葉繁
初登場時にレイラに付きまとっていたカメラマン。TRACK4ではレイラと組んでデンキのゴシップを撮る。TRACK7にてキーちゃんにロボット風の変装し、サウスアメリカ地区認定カンペオンとして「ロボ・ブラジル号」を駆り、デンキと対戦する。バトル後に正体を明かした本物のキーちゃんに暴かれる。
ロボ・ブラジル号
姉妹ロボの姉型で、妹とは違い技重視のグラップルロボ。相手のストライクを封印する技セット「狂熱カーニバルの紋章」を持つ。

### その他
留守番電話の女
声 - 猫背椿
アリスの宅録ラジオ番組「VOICE OF ALICE」の冒頭で、毎回留守番電話にメッセージを吹き込んでいる女。最終章のTRACK8では「デンキをよろしくお願いします…」と涙声で訴えている。
ゲーム中で「デンキの母親ではないか？」と指摘されており、このゲームの続編を出す機会があればその正体を明かせるそうだが、現在その望みは非常に薄い。
謎の男
声 - Anchang
秋葉原デンキにロボット・重金属雷号を渡したハードロック的風貌を持つ男。
その正体はロボットであり、デスアイランドのツナ缶工場で工場長を務める。「ランキングバトル」にてその秘めた野望が明らかとなる。

## 楽曲

### 主題歌
「HEAVY METAL THUNDER」（オープニング、ラストバトルテーマ）
歌 - SEX MACHINEGUNS feat. MICHAEL SCHENKER
作詞・作曲 - Anchang、SPEED STAR SYPAN JOE、SAMURAI.W.KENJILAW / 編曲 - SEX MACHINEGUNS
「イルカに乗って」（エンディングテーマ）
歌 - SEX MACHINEGUNS
作詞・作曲 - Anchang / 編曲 - SEX MACHINEGUNS

### バトル曲
「ロボットのバラード」（ノーフューチャー号）
歌 - GARLIC BOYS
作詞・作曲・編曲 - GARLIC BOYS
「The Beauty Power」（レアルマタドール号）
歌 - ROLLY with Komikurimo Pichnskey
作詞・作曲・編曲 - ROLLY
「流離い裏街道」（アリガトウ山田号）
歌 - 時任三郎 with MARCY & SHARA from EARTHSHAKER
作詞・作曲 - MARCY / 編曲 - MARCY & SHARA
「We are...」（焼売コンビナート号）
歌 - Delta Throb
作詞・作曲・編曲 - Delta Throb
「狂気」（ドール号）
歌 - 大谷幸 & 重住ひろこ from SMOOTH ACE
作詞 - 重住ひろこ / 作曲・編曲 - 大谷幸
「ホワイトナイトの悲劇」（ナイトバーン号）
歌 - Koh-ichiroh
作詞 - 森村ジム / 作曲・編曲 - 東隆行
「The Mask of Glory〜栄光のマスク〜」（エル・ソレダレヨ号）
歌 - MICHAEL SCHENKER with 難波弘之
作曲・編曲 - 難波弘之
「LOVE TERRORIST」（ロボ・ブラジル号）
歌 - MARTY FRIEDMAN with 相川七瀬
作詞 - 相川七瀬 / 作曲 - MARTY FRIEDMAN
「SAMBA TRAIN」（ホボ・ブラジル号）
演奏 - Yasumoto Makoto's Rising Force
「チャンスの神様」（野良試合）
歌 - ザ・サーモンズ（右近健一）
作詞 - 和久田理人 / 作曲・編曲 - 志水太

### 挿入歌
「出前道一直線」
歌 - SEX MACHINEGUNS
作詞・作曲 - Anchang / 編曲 - SEX MACHINEGUNS
「気持ちを代弁」
歌 - ザ・サーモンズ（右近健一）
作詞 - 和久田理人 / 作曲・編曲 - 志水太
「Are U Alright?」
歌 - ザ・サーモンズ（右近健一）
作詞 - 和久田理人 / 作曲・編曲 - 志水太

## 製作スタッフ
- 発売：スクウェア・エニックス
- プロデューサー：安藤武博
- キャラクターデザイン：ハロルド作石
- ロボデザイン：里見満
- シナリオ：和久田理人
- 開発：メディア・ビジョンエンタテインメント
- 総合演出：ハウフルス
- ムービー制作：アニマ
- セルアニメーション制作：サテライト
- テーマソング：SEX MACHINEGUNSほか